# Zofia Borkowska-Uzdowska
Zofia Borkowska-Uzdowska (ur. 1931 w Tchórzewie, zm. 2009 w Warszawie) – polska poetka i artystka malarka.

## Życiorys

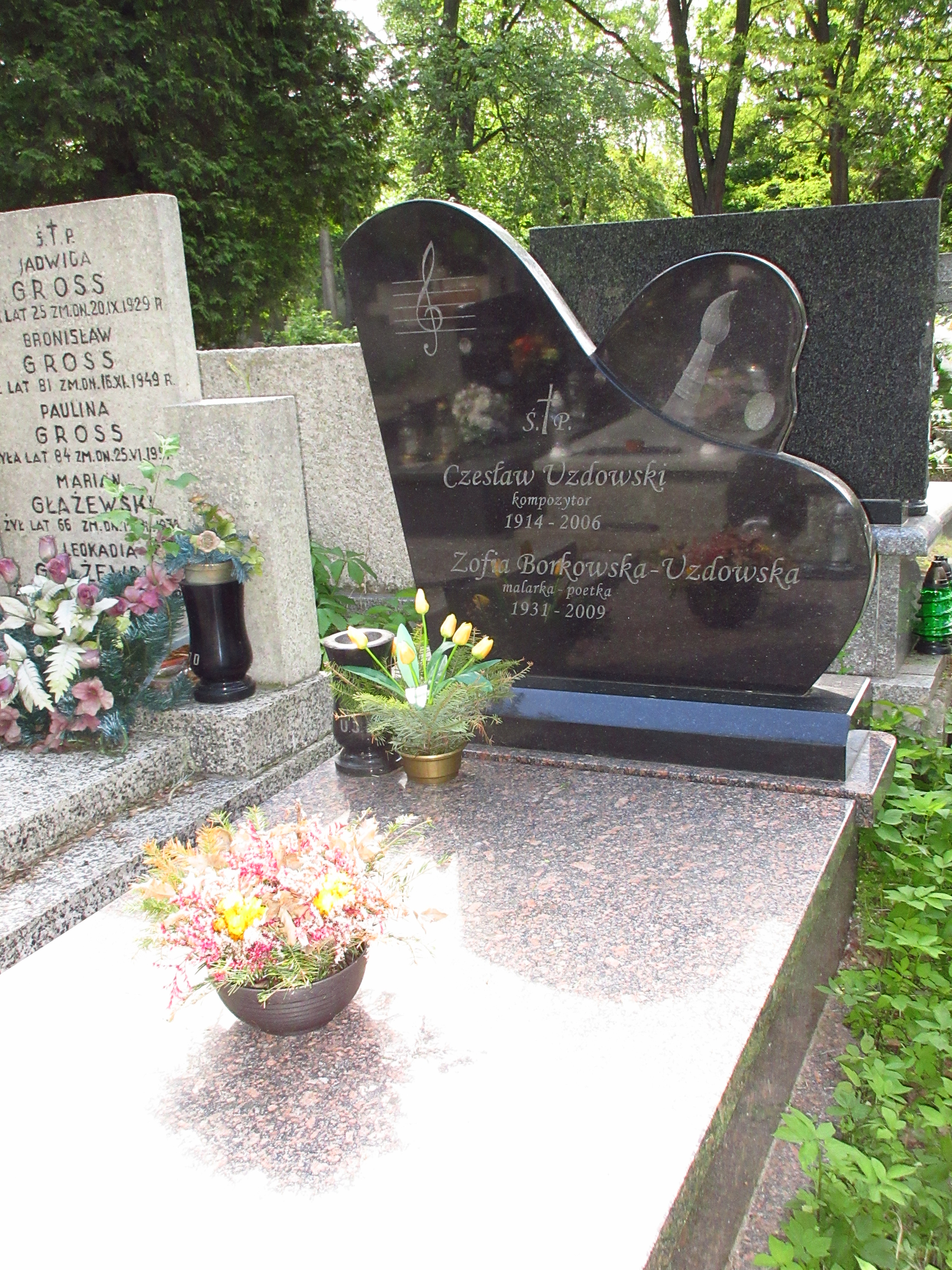
Grób Zofii Borkowskiej-Uzdowskiej na cmentarzu Bródnowskim

Absolwentka studiów ekonomicznych w Warszawie, pracowała w różnych zawodach. Jej debiutem poetyckim był tomik wierszy Spełnia się miłość, który ukazał się w 1966. W latach 70. pisała teksty piosenek do muzyki, której kompozytorem był jej mąż Czesław Uzdowski (1914-2006), część z nich ukazała się drukiem w Wydawnictwie ZAIKS. W 2000 ukazał się tom wierszy Ścieżka spotkań, publikowała również na łamach Biesiad Poetyckich. Utwory autorstwa Zofii Borkowskiej-Uzdowskiej ukazały się również w publikacji Z potrzeby serca: Antologia poezji kobiecej. Ponadto zajmowała się malarstwem, tworzyła martwe natury, kompozycje kwiatowe i sceny rodzajowe. Razem z mężem spoczywają na cmentarzu Bródnowskim (kw. 47D, rząd III, grób 21).